# Matthias Mellinghaus
Matthias Mellinghaus, född den 10 maj 1965 i Iserlohn i Tyskland, är en tysk roddare.
Han tog OS-guld i åtta med styrman i samband med de olympiska roddtävlingarna 1988 i Seoul.